# Флуорн-Винцелн
Флуорн-Винцелн (њем. Fluorn-Winzeln) општина је у њемачкој савезној држави Баден-Виртемберг. Једно је од 21 општинског средишта округа Ротвајл. Према процјени из 2010. у општини је живјело 3.210 становника. Посједује регионалну шифру (AGS) 8325070.

## Географски и демографски подаци
Флуорн-Винцелн се налази у савезној држави Баден-Виртемберг у округу Ротвајл. Општина се налази на надморској висини од 649 метара. Површина општине износи 24,6 km². У самом мјесту је, према процјени из 2010. године, живјело 3.210 становника. Просјечна густина становништва износи 131 становника/km².

## Међународна сарадња
| Мјесто | Држава   | Врста сарадње | Од    |
| ------ | -------- | ------------- | ----- |
| Шенау  | Аустрија | партнерство   | 1982. |
| Извор  |          |               |       |